# Olympische Winterspiele 1948/Teilnehmer (Großbritannien)
| Gelbes Symbol für Goldmedaillen mit stilisierten Olympischen Ringen | Graues Symbol für Silbermedaillen mit stilisierten Olympischen Ringen | Braundes Symbol für Bronzemedaillen mit stilisierten Olympischen Ringen |
| ------------------------------------------------------------------- | --------------------------------------------------------------------- | ----------------------------------------------------------------------- |
| —                                                                   | —                                                                     | 2                                                                       |

Das Vereinigte Königreich nahm an den V. Olympischen Winterspielen 1948 in St. Moritz mit einer Delegation von 55 Athleten, davon zwölf Frauen, teil.
| Männliche Teilnehmer aus dem Vereinigten Königreich | Männliche Teilnehmer aus dem Vereinigten Königreich | Männliche Teilnehmer aus dem Vereinigten Königreich | Männliche Teilnehmer aus dem Vereinigten Königreich | Männliche Teilnehmer aus dem Vereinigten Königreich |
| Sportart                                            | Sportler | Disziplin                                           | Platz                                               | Bemerkung                                           |
| --------------------------------------------------- | --- | --------------------------------------------------- | --------------------------------------------------- | --------------------------------------------------- |
| Bob                                                 | William Coles William McLean Pennington Collings George Holiday | Viererbob                                           | 7                                                   | GBR I                                               |
| Bob                                                 | Richard Jeffrey Edgar Meddings George Powell-Shedden James Iremonger | Viererbob                                           | 15                                                  | GBR II                                              |
| Bob                                                 | William Coles Pennington Collings | Zweierbob                                           | 5                                                   | GBR I                                               |
| Bob                                                 | Anthony Gadd Basil Wellicome | Zweierbob                                           | dnf                                                 | GBR II                                              |
| Eishockey                                           | Stanley Simon Leonhard Baker George Baillie James Chappell Gerry Davey Frederick Dunkelman Art Green Frank Green Frank Jardine John Murray John Oxley Bert Smith Archibald Stinchcombe Thomas Syme | –                                                   | 5                                                   |                                                     |
| Eiskunstlauf                                        | John Nicks | Paarlauf                                            | 8                                                   | zusammen mit Jennifer Nicks                         |
| Eiskunstlauf                                        | Graham Sharp | Herren                                              | 7                                                   |                                                     |
| Eiskunstlauf                                        | Dennis Silverthorne | Paarlauf                                            | 5                                                   | zusammen mit Winnie Silverthorne                    |
| Eisschnelllauf                                      | Dennis Blundell | 500 m                                               | 32                                                  |                                                     |
| Eisschnelllauf                                      | Dennis Blundell | 1500 m                                              | 30                                                  |                                                     |
| Eisschnelllauf                                      | Dennis Blundell | 5000 m                                              | 32                                                  |                                                     |
| Eisschnelllauf                                      | Johnny Cronshey | 500 m                                               | 25                                                  |                                                     |
| Eisschnelllauf                                      | Johnny Cronshey | 5000 m                                              | 11                                                  |                                                     |
| Eisschnelllauf                                      | Johnny Cronshey | 10.000 m                                            | dnf                                                 |                                                     |
| Eisschnelllauf                                      | Henry Howes | 500 m                                               | 35                                                  |                                                     |
| Eisschnelllauf                                      | Henry Howes | 1500 m                                              | 18                                                  |                                                     |
| Eisschnelllauf                                      | Henry Howes | 5000 m                                              | 19                                                  |                                                     |
| Eisschnelllauf                                      | Henry Howes | 10.000 m                                            | dnf                                                 |                                                     |
| Eisschnelllauf                                      | Bruce Peppin | 500 m                                               | 29                                                  |                                                     |
| Eisschnelllauf                                      | Bruce Peppin | 1500 m                                              | 23                                                  |                                                     |
| Eisschnelllauf                                      | Thomas Ross | 500 m                                               | 41                                                  |                                                     |
| Eisschnelllauf                                      | Thomas Ross | 1500 m                                              | 28                                                  |                                                     |
| Skeleton                                            | Richard Bott | –                                                   | 6                                                   |                                                     |
| Skeleton                                            | Thomas Clarke | –                                                   | 9                                                   |                                                     |
| Skeleton                                            | James Coats | –                                                   | 7                                                   |                                                     |
| Skeleton                                            | John Crammond | –                                                   | Bronze                                              |                                                     |
| Ski Alpin                                           | James Palmer-Tomkinson | Abfahrt                                             | 74                                                  |                                                     |
| Ski Alpin                                           | James Palmer-Tomkinson | Kombination                                         | dnf                                                 |                                                     |
| Ski Alpin                                           | Ian Appleyard | Abfahrt                                             | 91                                                  |                                                     |
| Ski Alpin                                           | Ian Appleyard | Slalom                                              | 55                                                  |                                                     |
| Ski Alpin                                           | Peter Boumphrey | Abfahrt                                             | dnf                                                 |                                                     |
| Ski Alpin                                           | John Boyagis | Slalom                                              | 63                                                  |                                                     |
| Ski Alpin                                           | Donald Garrow | Abfahrt                                             | 60                                                  |                                                     |
| Ski Alpin                                           | Donald Garrow | Kombination                                         | 45                                                  |                                                     |
| Ski Alpin                                           | Donald Garrow | Slalom                                              | 49                                                  |                                                     |
| Ski Alpin                                           | Stuart Parkinson | Abfahrt                                             | 81                                                  |                                                     |
| Ski Alpin                                           | Harry Taylor | Abfahrt                                             | 88                                                  |                                                     |
| Ski Alpin                                           | Harry Taylor | Kombination                                         | 61                                                  |                                                     |
| Ski Alpin                                           | Harry Taylor | Slalom                                              | 61                                                  |                                                     |

| Weibliche Teilnehmer aus dem Vereinigten Königreich | Weibliche Teilnehmer aus dem Vereinigten Königreich | Weibliche Teilnehmer aus dem Vereinigten Königreich | Weibliche Teilnehmer aus dem Vereinigten Königreich | Weibliche Teilnehmer aus dem Vereinigten Königreich |
| Sportart                                            | Sportler                                            | Disziplin                                           | Platz                                               | Bemerkung                                           |
| --------------------------------------------------- | --------------------------------------------------- | --------------------------------------------------- | --------------------------------------------------- | --------------------------------------------------- |
| Eiskunstlauf                                        | Bridget Adams                                       | Damen                                               | 7                                                   |                                                     |
| Eiskunstlauf                                        | Jeannette Altwegg                                   | Damen                                               | Bronze                                              |                                                     |
| Eiskunstlauf                                        | Marion Davies                                       | Damen                                               | 10                                                  |                                                     |
| Eiskunstlauf                                        | Jill Hood-Linzee                                    | Damen                                               | 19                                                  |                                                     |
| Eiskunstlauf                                        | Jennifer Nicks                                      | Paarlauf                                            | 8                                                   | zusammen mit John Nicks                             |
| Eiskunstlauf                                        | Winnie Silverthorne                                 | Paarlauf                                            | 5                                                   | zusammen mit Dennis Silverthorne                    |
| Ski Alpin                                           | Bridget Duke-Wooley                                 | Slalom                                              | 24                                                  |                                                     |
| Ski Alpin                                           | Barbara Greenland                                   | Slalom                                              | dnf                                                 |                                                     |
| Ski Alpin                                           | Sheena Mackintosh                                   | Abfahrt                                             | 33                                                  |                                                     |
| Ski Alpin                                           | Sheena Mackintosh                                   | Kombination                                         | 24                                                  |                                                     |
| Ski Alpin                                           | Sheena Mackintosh                                   | Slalom                                              | 21                                                  |                                                     |
| Ski Alpin                                           | Isobel Roe                                          | Abfahrt                                             | 27                                                  |                                                     |
| Ski Alpin                                           | Isobel Roe                                          | Kombination                                         | 23                                                  |                                                     |
| Ski Alpin                                           | Isobel Roe                                          | Slalom                                              | 23                                                  |                                                     |
| Ski Alpin                                           | Xanthe Ryder                                        | Abfahrt                                             | 34                                                  |                                                     |
| Ski Alpin                                           | Xanthe Ryder                                        | Kombination                                         | 27                                                  |                                                     |
| Ski Alpin                                           | Rosemary Sparrow                                    | Abfahrt                                             | 30                                                  |                                                     |
| Ski Alpin                                           | Rosemary Sparrow                                    | Kombination                                         | 25                                                  |                                                     |